# Smart Upper Stage for Innovative Exploration
Lo Smart Upper Stage for Innovative Exploration (abbreviato SUSIE) è uno studio concettuale di un veicolo orbitale VTVL dedicato sia a equipaggio, sia a cargo, riutilizzabile e compatibile con i vettori Ariane 6, sviluppati e prodotti da Arianespace.

## Configurazione
Concepito per essere posizionato in cima al razzo Ariane 6 in sostituzione del fairing, la massa totale dovrebbe essere di 25 t,  in modo da risultare compatibile con le prestazioni in orbita terrestre bassa (LEO) dell'Ariane 64  e capace di trasportare 5 astronauti o, in configurazione cargo automatizzata, fino a 7 t di carico utile.
La baia di SUSIE nella versione finale consentirebbe un volume interamente configurabile di 40 m³, in grado di ospitare e organizzare numerose tipologie di carichi utili a seconda delle missioni da svolgere in orbita, siano esse cargo automatici o con equipaggio.
La fase di rientro atmosferico  avverrebbe planando sfruttando il corpo portante e controllato con l'ausilio di grosse superfici mobili, poste sulla parte posteriore, permettendo di ridurre le sollecitazioni a non più di 2,5 g.
L'atterraggio è previsto avvenire verticalmente sulla coda con l'ausilio di propulsori a spinta controllata posti sulla parte posteriore del velivolo, e un paracadute, su una zona di atterraggio presso lo spazioporto europeo di Kourou, nella Guyana francese, ma potenzialmente in grado di atterrare in qualsiasi parte del mondo.
Nella sua versione con equipaggio, SUSIE avrà un sistema di espulsione che coprirà tutte le fasi del volo, dal decollo all'atterraggio. Nelle intenzioni di Arianespace il sistema potrebbe anche essere attivato a terra, in modo simile al sedile eiettabile “zero-zero" (velocità zero/altitudine zero) di un aereo da caccia. La configurazione con equipaggio prevede la presenza di 5 postazioni allineate, non affiancate.
Concettualmente SUSIE potrebbe successivamente essere utilizzato insieme al lanciatore per carichi pesanti riutilizzabile proposto da ArianeGroup in modo da ottenere un vettore completamente riutilizzabile.

## Sviluppo
La proposta del progetto è stata annunciata al Congresso Astronautico Internazionale del 2022 a Parigi e finanziata con i fondi per la ricerca dell'iniziativa "New European Space Transportation Solutions" (NESTS) dell'Agenzia Spaziale Europa, in risposta all'obbiettivo strategico di garantire autonome capacità logistiche e di accesso allo spazio per l'Europa.
Nell'ottobre 2023 un modello in scala alto 2 m e pesante 100 kg è stato testato per la prima volta da ArianeGroup presso la propria struttura di ricerca a Les Mureaux vicino a Parigi.
Sono state programmate prove con apertura del paracadute e di interruzione di missione, mentre i test di accensione e manovra tramite motori dovrebbero continuare fino al secondo trimestre del 2025. I primi test sui motori stanno testando la guida e la navigazione, mentre per il futuro sono previsti test di discesa e caduta alimentati da razzi.
Una prima versione cargo della capsula potrebbe essere terminata entro il 2028 per poter rispettare la scadenza del Concorso europeo sui sistemi di carico riutilizzabili, mentre i primi lanci con equipaggio, stando alle intenzioni dei progettisti, dovrebbero essere possibili entro il 2030.